# Emmanuel Biumla
Emmanuel Junior Biumla Bayiha (* 8. Mai 2005 in Yopougon, Elfenbeinküste) ist ein französisch-kamerunischer Fußballspieler, der aktuell beim SCO Angers in der Ligue 1 unter Vertrag steht.

## Karriere

### Verein
Biumla begann seine fußballerische Ausbildung im März 2012 bei der AS Bondy, wo auch beispielsweise Kylian Mbappé ausgebildet wurde. Nach über sechs Jahren wechselte er nach Bordeaux zu Stade Bordelais. Nur ein Jahr später heuerte er beim Stadtrivalen Girondins Bordeaux an. In der Spielzeit 2021/22 war er Stammspieler der B-Junioren und traf dort in Liga und Pokalsechsmal in 18 Spielen. Zudem wurde er in jener Saison schon achtmal bei den A-Junioren eingesetzt und schoss dort zwei Tore. Zur Saison 2022/23 rückte er zu der U19-Mannschaft auf, spielte dort siebenmal und kam anschließend auch schon für die fünftklassige Zweitmannschaft zu Einsätzen. Im Dezember 2022 und Januar 2023 stand Biumla die ersten Male im Kader der Profimannschaft in der Ligue 2 und der Coupe de France. Vor der folgenden Spielzeit unterschrieb er seinen ersten Profivertrag bis 2026. Am dritten Spieltag der Saison 2023/24 debütierte er in der Startelf stehend bei einem 0:0-Unentschieden gegen den AC Ajaccio für die Profis. Früh im neuen Jahr konnte er gegen den Tabellenletzten aus Valenciennes seinen ersten Treffer im Profibereich erzielen und sein Team zum 3:1-Sieg führen. Aufgrund einer Oberschenkelverletzung fiel er in den letzten drei Monaten der Saison aus und kam so nur auf acht Einsätze und das eine Tor.
Nach Insolvenz und Zwangsabstieg Bordeauxs wechselte Biumla ablösefrei zum Erstligaaufsteiger SCO Angers und unterschrieb dort für drei Jahre.

### Nationalmannschaft
Biumla spielte 2023 dreimal für die französische U19-Nationalmannschaft, wobei er einmal traf.